# Ивановка (Старооскольский городской округ)
Ивановка — село в Старооскольском городском округе Белгородской области, входящее в состав Казачанской сельской территории. Ивановка находится в 30 км от Старого Оскола.

## История
Основано в начале XVIII века как владение князя Ивана Трубецкого. По переписи 1885 года в селе — 95 дворов, 574 жителя.
В 1932 году Ивановка - в Казачанском сельском Совете Старооскольского района Центрально-Чернозёмной области.
С 3 июля 1942 года по 5 февраля 1943 года находились в зоне оккупации.
В 1955 году колхозы, расположенные на территории Казачанского сельского Совета, объединились в один колхоз им. Кирова с центром в селе Ивановка.
В 1987 году в Ивановке построена средняя школа.
К началу 1998 года в насчитывалось 192 хозяйства и 640 жителей.

## Храм Рождества Пресвятой Богородицы
В 1837 году был построен храм Рождества Пресвятой Богородицы. Церковь была воздвигнута стараниями князя Николая Трубецкого (1794 - 1874 гг.).
В начале 50-х годов храм закрыли, превратив его в зернохранилище, и частично разрушили.
С 1988 года в церкви велись восстановительные работы, которые в настоящий момент завершены.

## Население
| 2002 | 2010 |
| ---- | ---- |
| 576  | ↗579 |